# Église Saint-Christophe d'Arbussan
Pour les articles homonymes, voir Église Saint-Christophe.
L'église Saint-Christophe est une église catholique située à Poudenas, en France.

## Localisation
L'église Saint-Christophe est située dans le hameau d'Arbussan, sur le territoire de la commune de Poudenas, dans le département français de Lot-et-Garonne, .

## Historique
L'église a été construite au XIIe siècle dans le style roman. Elle est constituée d'une nef unique prolongée d'une abside semi-circulaire. Elle devait être voûtée en cul-de-four. La nef devait être aussi voutée en berceau. Les autels latéraux nord et sud sont placés dans des niches. Il ne subsiste de l'église romane que le l'abside et la dernière travée de la nef. On peut voir à l'intérieur de l'église deux chapiteaux romans dont le style rappelle ceux de l'église Saint-Jean-Baptiste de Mézin. On peut voir des marques de tâcherons sur le chevet.
La nef ainsi que le clocher-mur ont été construits à la fin du XVe siècle ou au début du XVIe siècle. La nef et l'abside sont aujourd'hui couvertes par un lambris.
Il reste dans l'église des vestiges de litre du XVIIIe siècle identiques à celle de Poudenas.
Les sacristies ont été construites au nord.
L'édifice est inscrit au titre des monuments historiques le 6 mars 1980,.